# Hybanthus phyllanthoides
Hybanthus phyllanthoides är en violväxtart som först beskrevs av Jules Émile Planchon och Linden, och fick sitt nu gällande namn av L. B. Smith och Fernandez-perez. Hybanthus phyllanthoides ingår i släktet Hybanthus och familjen violväxter. Inga underarter finns listade i Catalogue of Life.